# Cyclisme aux Jeux olympiques d'été de 2004
Navigation
Sydney 2000 Pékin 2008
Aux Jeux olympiques de 2004, trois disciplines de cyclisme sont au programme : le cyclisme sur piste, le cyclisme sur route et le vélo tout terrain.
Au total, sur le 464 cyclistes qui participent, on retrouve 334 hommes et 130 femmes, représentant 61 pays différents. Le plus jeune participant est le Lituanien Ignatas Konovalovas, qui a 18 ans, et la plus ancienne est la Française Jeannie Longo qui a 45 ans.

## Site des compétitions
Les épreuves de cyclisme sur piste se sont tenues au vélodrome olympique d'Athènes, au sein du Complexe olympique d'Athènes. Les courses sur route étaient disputées en plein cœur d'Athènes. Les épreuves de VTT ont eu lieu sur le site du Parnitha Olympic Mountain Bike Venue.

## Podiums

### Hommes
| Podiums                | | |                                                                                          |
| Route                  | | |                                                                                          |
| Course en ligne        | Paolo Bettini Italie 5 h 41 min 44 s                                                                                     | Sérgio Paulinho Portugal 5 h 41 min 45 s                                                                               | Axel Merckx Belgique 5 h 41 min 52 s                                                     |
| Contre-la-montre       | Viatcheslav Ekimov Russie 57 min 50 s 58                                                                                 | Bobby Julich États-Unis 57 min 58 s 19                                                                                 | Michael Rogers Australie 58 min 01 s 67                                                  |
| Piste                  | | |                                                                                          |
| Kilomètre              | Chris Hoy Grande-Bretagne 1 min 00 s 711                                                                                 | Arnaud Tournant France 1 min 00 s 896                                                                                  | Stefan Nimke Allemagne 1 min 01 s 186                                                    |
| Keirin                 | Ryan Bayley Australie | José Antonio Escuredo Espagne                                                                                          | Shane Kelly Australie                                                                    |
| Vitesse individuelle   | Ryan Bayley Australie 10 s 661                                                                                           | Theo Bos Pays-Bas 10 s 710                                                                                             | René Wolff Allemagne 10 s 677                                                            |
| Vitesse par équipes    | Allemagne Jens Fiedler Stefan Nimke René Wolff 43 s 980                                                                  | Japon Toshiaki Fushimi Masaki Inoue Tomohiro Nagatsuka 44 s 246                                                        | France Mickaël Bourgain Laurent Gané Arnaud Tournant 44 s 359                            |
| Poursuite individuelle | Bradley Wiggins Grande-Bretagne 4 min 16 s 304                                                                           | Bradley McGee Australie 4 min 20 s 436                                                                                 | Sergi Escobar Espagne 4 min 17 s 947                                                     |
| Poursuite par équipes  | Australie Graeme Brown Brett Lancaster Bradley McGee Luke Roberts Peter Dawson (q) Stephen Wooldridge (q) 3 min 58 s 233 | Grande-Bretagne Steve Cummings Rob Hayles Paul Manning Bradley Wiggins Chris Newton (q) Bryan Steel (q) 4 min 01 s 760 | Espagne Carlos Castaño Panadero Sergi Escobar Asier Maeztu Carlos Torrent 4 min 05 s 523 |
| Course aux points      | Mikhail Ignatiev Russie 93 pts                                                                                           | Joan Llaneras Espagne 82 pts                                                                                           | Guido Fulst Allemagne 79 pts                                                             |
| Américaine             | Australie Graeme Brown Stuart O'Grady 22 pts                                                                             | Suisse Franco Marvulli Bruno Risi 15 pts                                                                               | Grande-Bretagne Bradley Wiggins Robert Hayles 12 pts                                     |
| VTT                    | | |                                                                                          |
| Cross-country          | Julien Absalon France 2 h 15 min 02 s                                                                                    | José Antonio Hermida Espagne 2 h 16 min 02 s                                                                           | Bart Brentjens Pays-Bas 2 h 17 min 05 s                                                  |

### Femmes
| Podiums                |                                              |                                               |                                              |
| Route                  |                                              |                                               |                                              |
| Course en ligne        | Sara Carrigan Australie 3 h 24 min 24 s      | Judith Arndt Allemagne 3 h 24 min 31 s        | Olga Slyusareva Russie 3 h 25 min 03 s       |
| Contre-la-montre       | Leontien van Moorsel Pays-Bas 31 min 11 s 53 | Deirdre Demet-Barry États-Unis 31 min 35 s 62 | Karin Thürig Suisse 31 min 54 s 89           |
| Piste                  |                                              |                                               |                                              |
| 500 mètres             | Anna Meares Australie 33 s 952 (RM)          | Jiang Yonghua Chine 34 s 112                  | Natallia Tsylinskaya Biélorussie 34 s 167    |
| Vitesse individuelle   | Lori-Ann Muenzer Canada 12 s 140             | Tamilla Abassova Russie                       | Anna Meares Australie 12 s 042               |
| Poursuite individuelle | Sarah Ulmer Nouvelle-Zélande 3 min 24 s 537  | Katie Mactier Australie 3 min 27 s 650        | Leontien van Moorsel Pays-Bas 3 min 27 s 037 |
| Course aux points      | Olga Slyusareva Russie 20 pts                | Belem Guerrero Mexique 14 pts                 | María Luisa Calle Colombie 12 pts            |
| VTT                    |                                              |                                               |                                              |
| Cross-country          | Gunn-Rita Dahle Norvège 1 h 56 min 51 s      | Marie-Hélène Prémont Canada 1 h 57 min 50 s   | Sabine Spitz Allemagne 1 h 59 min 21 s       |

## Tableau des médailles
| Rang  | Nation           | Or | Argent | Bronze | Total |
| ----- | ---------------- | -- | ------ | ------ | ----- |
| 1     | Australie        | 6  | 2      | 3      | 11    |
| 2     | Russie           | 3  | 1      | 1      | 5     |
| 3     | Grande-Bretagne  | 2  | 1      | 1      | 4     |
| 4     | Allemagne        | 1  | 1      | 4      | 6     |
| 5     | Pays-Bas         | 1  | 1      | 2      | 4     |
| 6     | France           | 1  | 1      | 1      | 3     |
| 7     | Canada           | 1  | 1      | 0      | 2     |
| 8     | Italie           | 1  | 0      | 0      | 1     |
| 8     | Nouvelle-Zélande | 1  | 0      | 0      | 1     |
| 8     | Norvège          | 1  | 0      | 0      | 1     |
| 11    | Espagne          | 0  | 3      | 2      | 5     |
| 12    | États-Unis       | 0  | 2      | 0      | 2     |
| 13    | Suisse           | 0  | 1      | 1      | 2     |
| 14    | Chine            | 0  | 1      | 0      | 1     |
| 14    | Japon            | 0  | 1      | 0      | 1     |
| 14    | Mexique          | 0  | 1      | 0      | 1     |
| 14    | Portugal         | 0  | 1      | 0      | 1     |
| 18    | Biélorussie      | 0  | 0      | 1      | 1     |
| 18    | Belgique         | 0  | 0      | 1      | 1     |
| 18    | Colombie         | 0  | 0      | 1      | 1     |
| Total | Total            | 18 | 18     | 18     | 54    |